# 満田かずほ
満田 穧（みつた かずほ、1937年〈昭和12年〉8月20日 - ）は、日本のテレビ演出家、映画監督、プロデューサー。長崎県長崎市出身。早稲田大学商学部卒業。実娘は女優の赤木優。
なお、「かずほ」の名は正しくは「禾（のぎへん）」に「斉」（）と書くが、コンピュータ上で表記できる文字コードに含まれないため、項目名および本文では漢字の「穧」または平仮名による表記で代用する。実際の表記は下記の画像を参照のこと。ネット上では満田穧という代用表記も見られる。

## 人物

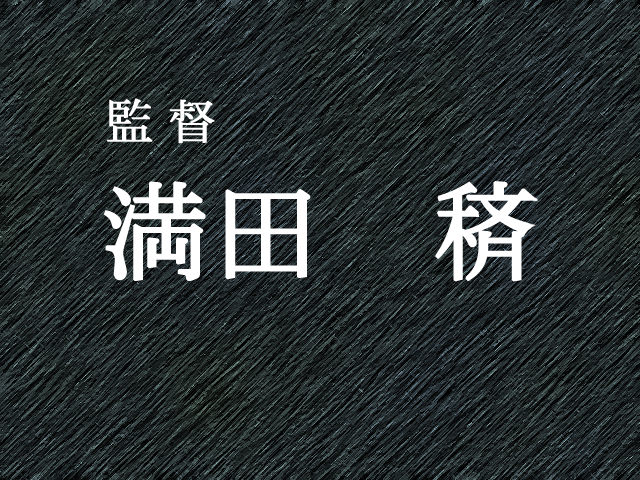
（「満田かずほ」の本来の表記例（クレジット風に作成した画像））

KRT（現・TBS）のアシスタントディレクターを経て、円谷一の意向を受けて1964年に円谷特技プロダクションに入社。初監督作品は『ウルトラQ』第21話「宇宙指令M774」。
『ウルトラマン』など円谷プロの作品群の監督、プロデュースを数多く手がける。『ウルトラセブン』では最終回の演出に抜擢された。この他にも挿入歌「ULTRA SEVEN」や不採用となった主題歌の候補曲（通称「ウルトラセブンの歌 パートII」）の効果的な活用、ウルトラホーク1号の発進シーンで基地内に響く「Fourth Gate, Open!」のアナウンスを自ら演じるなど、音楽・音響の面でも演出手腕を見せた。
『マイティジャック』や『ジャンボーグA』では作詞家「清瀬かずほ」として、主題歌・挿入歌の作詞も手がけている。清瀬の姓は在住していた東京都清瀬市に因む。『ザ☆ウルトラマン』『ウルトラマン80』では本名で挿入歌を作詞した。
その後、熊本県荒尾市のウルトラマンランド初代館長に就任（後に名誉館長）。そのほか、ウルトラシリーズを扱った特番にも出演している。

## 参加作品
- ウルトラシリーズ
  - ウルトラQ - 本編班チーフ助監督・監督[3][4]
  - ウルトラマン - 監督[1]
    - 甦れ!ウルトラマン - 共同監督

  - ウルトラセブン - 監督
  - ウルトラファイト - 制作担当[5]
  - ウルトラマンA - 監督
  - ザ☆ウルトラマン - プロデューサー・絵コンテ・作詞
  - ウルトラマン80 - プロデューサー・監督・作詞
  - ウルトラマンティガ - 企画・監督
    - ウルトラマンティガ THE FINAL ODYSSEY - 企画
    - ウルトラマンティガ外伝 古代に蘇る巨人 - 企画

  - ウルトラセブン誕生30周年記念3部作 - 企画
  - ウルトラマンダイナ 帰ってきたハネジロー - 企画
  - ウルトラマンガイア ガイアよ再び - 企画
  - ウルトラマンコスモス - 企画
    - ウルトラマンコスモス THE FIRST CONTACT - 企画
- 快獣ブースカ - 監督
- 怪奇大作戦 - 監督
- マイティジャック - 監督・作詞
- 戦え! マイティジャック - 監督・作詞
- 独身のスキャット - 監督
- チビラくん - 監督
- ミラーマン - プロデューサー・監督
- 怪獣大奮戦 ダイゴロウ対ゴリアス - 製作（ノンクレジット）
- 恐怖劇場アンバランス - 監督
- ジャンボーグA - 作詞
- 怪奇!巨大蜘蛛の館 - プロデューサー
- 恐竜大戦争アイゼンボーグ - 監督
- アンドロメロス - 脚本
- ブースカ! ブースカ!! - 監修・監督
- 生物彗星WoO - 設定考証

## 出演作品
- ウルトラQ 第12話「鳥を見た」（1966年） - 警官 ※ノンクレジット
- ウルトラセブン（1967年 - 1968年） - ウルトラホーク発進時のアナウンス ※ノンクレジット
- 怪奇!巨大蜘蛛の館（1978年） - レコーディングスタジオのスタッフ ※ノンクレジット
- ミッドナイトドリーム「SFXファンタスティック映画祭～最終夜～なんたってウルトラマン」（読売テレビ／1988年7月9日放送）※野長瀬三摩地、高野宏一、上原正三、佐々木守、桜井浩子と共演（竹内義和が進行役）
- ウルトラマンVS仮面ライダー（1993年）
- ウルトラマンティガ (1996年)　- アートデッセイ号発進時のアナウンス※ノンクレジット
- DVD『ウルトラセブン』VOL.2特典映像「ウルトラアベンディックス」（1999年）
- Japanorama（2002年6月9日放映） - ウルトラマンの監督としてインタビューを受ける
- ウルトラ情報局（2003年6月号）
- ウルトラマンコスモスVSウルトラマンジャスティス THE FINAL BATTLE（2003年） - SRC中国代表
- トリビアの泉 〜素晴らしきムダ知識〜（2004年）※インタビュー出演
- ウルトラマンマックス 第29話「怪獣は何故現れるのか」（2006年） - UNBALANCEの監督
- 伊東家の食卓（2006年9月5日）※インタビュー出演
- 大決戦!超ウルトラ8兄弟（2008年） - ハワイアンレストランの客 ※ノンクレジット

## 本人に相当する役を演じた俳優
テレビドラマ
- 塩見三省 - 『私が愛したウルトラセブン』（1993年）
- 長倉大介 - 『ウルトラマンティガ』第49話（1997年）
- 大橋直樹 - 『ふたりのウルトラマン』（2022年）

## 執筆

### 雑誌連載
- 『ウルトラの星を見た男たち』 - 特撮雑誌「宇宙船」の1989年夏号（49号）から1995年夏号（73号）まで全22回。「ウルトラセブン」から「チビラくん」まで、自身が関わった作品の製作状況について物語風に記した。17回からは連載当時の中国でのビジネス展開についても記した。